# Waterstock
Waterstock – wieś w Anglii, w hrabstwie Oxfordshire, w dystrykcie South Oxfordshire. Leży 13 km na wschód od Oksfordu i 71 km na północny zachód od Londynu. W 2001 miejscowość liczyła 65 mieszkańców.